# Ribarteme
Ribarteme (oficialmente San Cibrán de Ribarteme) es una parroquia española del municipio de Las Nieves, perteneciente a la provincia de Pontevedra, en la comunidad autónoma de Galicia.

## Toponimia
El lugar puede aparecer referido como «Ribarteme», «San Cibrán de Ribarteme» y «San Cipriano de Ribarteme».

## Historia
Hacia mediados del siglo XIX, el lugar, ya por entonces perteneciente a Setados, tenía contabilizada una población de 352 habitantes. Aparece descrito en el decimotercer volumen del Diccionario geográfico-estadístico-histórico de España y sus posesiones de Ultramar de Pascual Madoz con las siguientes palabras:

RIBARTEME (San Cipriano): felig. en la prov. de Pontevedra (6 1/2 leg.), part, jud. de Puenteareas (1 1/2), dióc. de Tuy (3 1/2), ayunt. de Setados. sit. al S. de los montes de Paradanta y San Mamed, con libre ventilacion y clima templado y sano. Tiene 88 casas en los l. de Campo, Piñeiro y Sequeiros. La igl. parr. (San Cipriano), se halla servida por un cura de primer ascenso y patronato de los descendientes de las casas de Fontan y Barreiro; y tiene por aneja la igl. de San Juan de Cerdeira. Confina N. con el anejo; E. Barcela; S. Sela, y O. Santiago de Ribarteme. El terreno es montuoso y quebrado; le fertiliza un arroyuelo que nace en la felig., y reunido á otro que pasa hácia el O. se dirigen al r. Miño. prod.: maiz, centeno, patatas, vino y pastos: hay ganado vacuno, lanar y cabrío: ind. la agricultura y telares de lienzos ordinarios. pobl.: 88 vec., 352 alm. contr.: con su ayunt. (V.).
(Madoz, 1849, pp. 457-458)

En 2022, tenía empadronados 199 habitantes.